# Джефф Браун (тенісист)
Джефф Браун (англ. Geoff Brown; 4 квітня 1924 — 20 червня 2001) — колишній австралійський тенісист.
Найвищу одиночну позицію світового рейтингу — 10 місце досяг 1946 року (за даними П'єра Жіллу).
Найвищим досягненням на турнірах Великого шолома були фінали в одиночному, парному та змішаному парному розрядах.
Завершив кар'єру 1958 року.

## Фінали турнірів Великого шолома

### Одиночний розряд (1 поразка)
| Результат | Рік  | Турнір               | Покриття | Суперник   | Рахунок                 |
| --------- | ---- | -------------------- | -------- | ---------- | ----------------------- |
| Поразка   | 1946 | Вімблдонський турнір | Трава    | Ївон Петра | 2–6, 4–6, 9–7, 7–5, 4–6 |

### Парний розряд (3 поразки)
| Результат | Рік  | Турнір               | Покриття | Партнер      | Суперники                         | Рахунок                 |
| --------- | ---- | -------------------- | -------- | ------------ | --------------------------------- | ----------------------- |
| Поразка   | 1946 | Вімблдонський турнір | Трава    | Дінні Пейлс  | Том Браун (тенісист) Джек Креймер | 4–6, 4–6, 2–6           |
| Поразка   | 1949 | Чемпіонат Австралії  | Трава    | Білл Сідвелл | Джон Бромвіч Адріан Квіст         | 6–1, 5–7, 2–6, 3–6      |
| Поразка   | 1950 | Вімблдонський турнір | Трава    | Білл Сідвелл | Джон Бромвіч Адріан Квіст         | 5–7, 6–3, 3–6, 6–3, 2–6 |

### Мікст (2 поразки)
| Результат | Рік  | Турнір               | Покриття | Партнер               | Суперники                      | Рахунок        |
| --------- | ---- | -------------------- | -------- | --------------------- | ------------------------------ | -------------- |
| Поразка   | 1946 | Вімблдонський турнір | Трава    | Дороті Чені           | Луїз Браф Том Браун (тенісист) | 4–6, 4–6       |
| Поразка   | 1950 | Вімблдонський турнір | Трава    | Патрісія Каннінґ-Тодд | Луїз Браф Ерік Стерджесс       | 9–11, 6–1, 4–6 |